# Vòng bảng thứ hai UEFA Champions League 2000–01
Vòng bảng thứ hai của UEFA Champions League 2000–01 được diễn ra từ ngày 21 tháng 11 năm 2000 đến ngày 14 tháng 3 năm 2001. Tám đội nhất và tám đội nhì từ vòng bảng thứ nhất được bốc thăm vào bốn bảng gồm bốn đội, mỗi bảng chứa hai đội nhất bảng và hai đội nhì bảng. Các đội từ cùng quốc gia hoặc từ cùng bảng ở vòng bảng thứ nhất không thể được bốc thăm với nhau. Hai đội đứng đầu từ mỗi bảng đi tiếp vào vòng tứ kết.

## Xếp hạt giống
Việc xếp hạt giống được xác định bởi hệ số UEFA và vị trí ở vòng bảng thứ nhất của các đội tham dự. Bốn đội nhất bảng có thứ hạng tốt nhất được xếp hạt giống vào Nhóm 1, bốn đội còn lại ở Nhóm 2. Các đội nhì bảng được xếp hạt giống theo thứ tự vào Nhóm 3 và 4.
| Chú thích màu sắc ở các bảng                             |
| -------------------------------------------------------- |
| Đội nhất và nhì bảng đi tiếp vào vòng đấu loại trực tiếp |

| Nhóm 1        | Nhóm 1  |
| Đội           | Hệ số   |
| ------------- | ------- |
| Real MadridTH | 99.799  |
| Bayern Munich | 103.201 |
| Valencia      | 69.799  |
| Milan         | 53.964  |

| Nhóm 2              | Nhóm 2 |
| Đội                 | Hệ số  |
| ------------------- | ------ |
| Deportivo La Coruña | 53.799 |
| Arsenal             | 52.727 |
| Anderlecht          | 27.525 |
| Sturm Graz          | 26.250 |

| Nhóm 3              | Nhóm 3 |
| Đội                 | Hệ số  |
| ------------------- | ------ |
| Lazio               | 94.963 |
| Manchester United   | 89.727 |
| Spartak Moscow      | 65.637 |
| Paris Saint-Germain | 64.363 |

| Nhóm 4        | Nhóm 4 |
| Đội           | Hệ số  |
| ------------- | ------ |
| Lyon          | 60.364 |
| Galatasaray   | 51.925 |
| Panathinaikos | 44.433 |
| Leeds United  | 43.728 |

## Các bảng đấu

### Bảng A
| VT | Đội               | ST | T | H | B | BT | BB | HS | Đ  | Giành quyền tham dự                 |
| -- | ----------------- | -- | - | - | - | -- | -- | -- | -- | ----------------------------------- |
| 1  | Valencia          | 6  | 3 | 3 | 0 | 10 | 2  | +8 | 12 | Đi tiếp vào vòng đấu loại trực tiếp |
| 2  | Manchester United | 6  | 3 | 3 | 0 | 10 | 3  | +7 | 12 | Đi tiếp vào vòng đấu loại trực tiếp |
| 3  | Sturm Graz        | 6  | 2 | 0 | 4 | 4  | 13 | −9 | 6  |                                     |
| 4  | Panathinaikos     | 6  | 0 | 2 | 4 | 4  | 10 | −6 | 2  |                                     |

| Manchester United                 | 3–1    | Panathinaikos  |
| --------------------------------- | ------ | -------------- |
| Sheringham 48' · Scholes 81', 90' | Report | Karagounis 64' |

| Valencia                     | 2–0    | Sturm Graz |
| ---------------------------- | ------ | ---------- |
| Carew 45' · Juan Sánchez 47' | Report |            |

| Sturm Graz | 0–2    | Manchester United       |
| ---------- | ------ | ----------------------- |
|            | Report | Scholes 18' · Giggs 89' |

| Panathinaikos | 0–0    | Valencia |
| ------------- | ------ | -------- |
|               | Report |          |

| Valencia | 0–0    | Manchester United |
| -------- | ------ | ----------------- |
|          | Report |                   |

| Sturm Graz             | 2–0    | Panathinaikos |
| ---------------------- | ------ | ------------- |
| Haas 60' · Kocijan 85' | Report |               |

| Manchester United | 1–1    | Valencia         |
| ----------------- | ------ | ---------------- |
| Cole 12'          | Report | Brown 87' (l.n.) |

| Panathinaikos | 1–2    | Sturm Graz            |
| ------------- | ------ | --------------------- |
| Goumas 73'    | Report | Schopp 25' · Haas 42' |

| Panathinaikos  | 1–1    | Manchester United |
| -------------- | ------ | ----------------- |
| Seitaridis 25' | Report | Scholes 90+2'     |

| Sturm Graz | 0–5    | Valencia                                                           |
| ---------- | ------ | ------------------------------------------------------------------ |
|            | Report | Ayala 5' · Carew 50' · Kily González 60' · Diego Alonso 88', 90+1' |

| Manchester United                    | 3–0    | Sturm Graz |
| ------------------------------------ | ------ | ---------- |
| Butt 5' · Sheringham 20' · Keane 86' | Report |            |

| Valencia                       | 2–1    | Panathinaikos       |
| ------------------------------ | ------ | ------------------- |
| Juan Sánchez 39' · Angloma 75' | Report | Basinas 28' (ph.đ.) |

### Bảng B
| VT | Đội                 | ST | T | H | B | BT | BB | HS | Đ  | Giành quyền tham dự                 |
| -- | ------------------- | -- | - | - | - | -- | -- | -- | -- | ----------------------------------- |
| 1  | Deportivo La Coruña | 6  | 3 | 1 | 2 | 10 | 7  | +3 | 10 | Đi tiếp vào vòng đấu loại trực tiếp |
| 2  | Galatasaray         | 6  | 3 | 1 | 2 | 6  | 6  | 0  | 10 | Đi tiếp vào vòng đấu loại trực tiếp |
| 3  | Milan               | 6  | 1 | 4 | 1 | 6  | 7  | −1 | 7  |                                     |
| 4  | Paris Saint-Germain | 6  | 1 | 2 | 3 | 8  | 10 | −2 | 5  |                                     |

| Milan                                  | 2–2    | Galatasaray                |
| -------------------------------------- | ------ | -------------------------- |
| José Mari 47' · Shevchenko 73' (ph.đ.) | Report | Jardel 39' · Hasan Şaş 41' |

| Paris Saint-Germain | 1–3    | Deportivo La Coruña                         |
| ------------------- | ------ | ------------------------------------------- |
| Algerino 37'        | Report | Naybet 64' · Turu Flores 70' · Makaay 90+2' |

| Deportivo La Coruña | 0–1    | Milan        |
| ------------------- | ------ | ------------ |
|                     | Report | Helveg 45+1' |

| Galatasaray        | 1–0    | Paris Saint-Germain |
| ------------------ | ------ | ------------------- |
| Davala 51' (ph.đ.) | Report |                     |

| Milan        | 1–1    | Paris Saint-Germain |
| ------------ | ------ | ------------------- |
| Leonardo 27' | Report | Anelka 30'          |

| Galatasaray | 1–0    | Deportivo La Coruña |
| ----------- | ------ | ------------------- |
| Kaya 11'    | Report |                     |

| Paris Saint-Germain | 1–1    | Milan           |
| ------------------- | ------ | --------------- |
| Robert 75'          | Report | José Mari 90+1' |

| Deportivo La Coruña                | 2–0    | Galatasaray |
| ---------------------------------- | ------ | ----------- |
| Víctor 40' · Djalminha 73' (ph.đ.) | Report |             |

| Galatasaray           | 2–0    | Milan |
| --------------------- | ------ | ----- |
| Hagi 20' · Jardel 86' | Report |       |

| Deportivo La Coruña                  | 4–3    | Paris Saint-Germain         |
| ------------------------------------ | ------ | --------------------------- |
| Pandiani 57', 76', 84' · Tristán 60' | Report | Okocha 29' · Leroy 43', 55' |

| Milan                  | 1–1    | Deportivo La Coruña   |
| ---------------------- | ------ | --------------------- |
| Shevchenko 86' (ph.đ.) | Report | Djalminha 74' (ph.đ.) |

| Paris Saint-Germain | 2–0    | Galatasaray |
| ------------------- | ------ | ----------- |
| Christian 3', 27'   | Report |             |

### Bảng C
| VT | Đội            | ST | T | H | B | BT | BB | HS | Đ  | Giành quyền tham dự                 |
| -- | -------------- | -- | - | - | - | -- | -- | -- | -- | ----------------------------------- |
| 1  | Bayern Munich  | 6  | 4 | 1 | 1 | 8  | 5  | +3 | 13 | Đi tiếp vào vòng đấu loại trực tiếp |
| 2  | Arsenal        | 6  | 2 | 2 | 2 | 6  | 8  | −2 | 8  | Đi tiếp vào vòng đấu loại trực tiếp |
| 3  | Lyon           | 6  | 2 | 2 | 2 | 8  | 4  | +4 | 8  |                                     |
| 4  | Spartak Moscow | 6  | 1 | 1 | 4 | 5  | 10 | −5 | 4  |                                     |

| Spartak Moscow                           | 4–1    | Arsenal     |
| ---------------------------------------- | ------ | ----------- |
| Marcão 29', 51' · Titov 77' · Robson 82' | Report | Sylvinho 2' |

| Bayern Munich | 1–0    | Lyon |
| ------------- | ------ | ---- |
| Jeremies 55'  | Report |      |

| Lyon                          | 3–0    | Spartak Moscow |
| ----------------------------- | ------ | -------------- |
| Marlet 2' · Anderson 31', 42' | Report |                |

| Arsenal             | 2–2    | Bayern Munich           |
| ------------------- | ------ | ----------------------- |
| Henry 4' · Kanu 55' | Report | Tarnat 56' · Scholl 66' |

| Lyon | 0–1    | Arsenal   |
| ---- | ------ | --------- |
|      | Report | Henry 59' |

| Bayern Munich | 1–0    | Spartak Moscow |
| ------------- | ------ | -------------- |
| Élber 79'     | Report |                |

| Spartak Moscow | 0–3    | Bayern Munich                              |
| -------------- | ------ | ------------------------------------------ |
|                | Report | Scholl 17', 75' (ph.đ.) · Paulo Sérgio 87' |

| Arsenal      | 1–1    | Lyon         |
| ------------ | ------ | ------------ |
| Bergkamp 33' | Report | Edmílson 90' |

| Lyon                        | 3–0    | Bayern Munich |
| --------------------------- | ------ | ------------- |
| Govou 13', 20' · Laigle 71' | Report |               |

| Arsenal   | 1–0    | Spartak Moscow |
| --------- | ------ | -------------- |
| Henry 82' | Report |                |

| Spartak Moscow      | 1–1    | Lyon                 |
| ------------------- | ------ | -------------------- |
| Parfenov 4' (ph.đ.) | Report | Anderson 68' (ph.đ.) |

| Bayern Munich | 1–0    | Arsenal |
| ------------- | ------ | ------- |
| Élber 10'     | Report |         |

### Bảng D
| VT | Đội          | ST | T | H | B | BT | BB | HS | Đ  | Giành quyền tham dự                 |
| -- | ------------ | -- | - | - | - | -- | -- | -- | -- | ----------------------------------- |
| 1  | Real Madrid  | 6  | 4 | 1 | 1 | 14 | 9  | +5 | 13 | Đi tiếp vào vòng đấu loại trực tiếp |
| 2  | Leeds United | 6  | 3 | 1 | 2 | 12 | 10 | +2 | 10 | Đi tiếp vào vòng đấu loại trực tiếp |
| 3  | Anderlecht   | 6  | 2 | 0 | 4 | 7  | 12 | −5 | 6  |                                     |
| 4  | Lazio        | 6  | 1 | 2 | 3 | 9  | 11 | −2 | 5  |                                     |

| Anderlecht    | 1–0    | Lazio |
| ------------- | ------ | ----- |
| Radzinski 83' | Report |       |

| Leeds United | 0–2    | Real Madrid           |
| ------------ | ------ | --------------------- |
|              | Report | Hierro 66' · Raúl 68' |

| Lazio | 0–1    | Leeds United |
| ----- | ------ | ------------ |
|       | Report | Smith 80'    |

| Real Madrid                                                          | 4–1    | Anderlecht |
| -------------------------------------------------------------------- | ------ | ---------- |
| Morientes 12' · Figo 23' (ph.đ.) · Helguera 44' · Roberto Carlos 73' | Report | Stoica 89' |

| Real Madrid                                     | 3–2    | Lazio                    |
| ----------------------------------------------- | ------ | ------------------------ |
| Morientes 32' · Helguera 82' · Figo 89' (ph.đ.) | Report | Crespo 4' · Gottardi 84' |

| Leeds United           | 2–1    | Anderlecht |
| ---------------------- | ------ | ---------- |
| Harte 74' · Bowyer 87' | Report | Stoica 65' |

| Lazio                  | 2–2    | Real Madrid           |
| ---------------------- | ------ | --------------------- |
| Nedvěd 4' · Crespo 53' | Report | Solari 32' · Raúl 73' |

| Anderlecht | 1–4    | Leeds United                                    |
| ---------- | ------ | ----------------------------------------------- |
| Koller 76' | Report | Smith 13', 38' · Viduka 34' · Harte 81' (ph.đ.) |

| Lazio                   | 2–1    | Anderlecht |
| ----------------------- | ------ | ---------- |
| López 40' · Baronio 77' | Report | Stoica 49' |

| Real Madrid             | 3–2    | Leeds United          |
| ----------------------- | ------ | --------------------- |
| Raúl 7', 60' · Figo 41' | Report | Smith 6' · Viduka 54' |

| Leeds United                         | 3–3    | Lazio                                         |
| ------------------------------------ | ------ | --------------------------------------------- |
| Bowyer 28' · Wilcox 43' · Viduka 62' | Report | Ravanelli 21' · Mihajlović 29' (ph.đ.), 90+3' |

| Anderlecht               | 2–0    | Real Madrid |
| ------------------------ | ------ | ----------- |
| Dindane 85' · Goor 90+3' | Report |             |